# Котлово (Вологодский район)
Котлово — деревня в Вологодском районе Вологодской области.
Входит в состав Новленского сельского поселения, с точки зрения административно-территориального деления — в Новленский сельсовет.
Расстояние по автодороге до районного центра Вологды — 71,5 км, до центра муниципального образования Новленского — 11,5 км. Ближайшие населённые пункты — Виселкино, Острецово, Шолохово, Чашково, Прокино.
По переписи 2002 года население — 6 человек.